# Lake Minnewanka
Lake Minnewanka är en sjö i Kanada.   Den ligger i provinsen Alberta, i den centrala delen av landet, 3 000 km väster om huvudstaden Ottawa. Lake Minnewanka ligger 1 485 meter över havet.
Trakten runt Lake Minnewanka består i huvudsak av gräsmarker. Trakten runt Lake Minnewanka är nära nog obefolkad, med mindre än två invånare per kvadratkilometer.